# یواس‌اس تیپکانو (ای‌او-۲۱)
یواس‌اس تیپکانو (ای‌او-۲۱) (به انگلیسی: USS Tippecanoe (AO-21)) یک کشتی بود که طول آن ۴۷۷ فوت ۱۰ اینچ (۱۴۵٫۶۴ متر) بود. این کشتی در سال ۱۹۲۰ ساخته شد.